# Zażartka podtrawna
Zażartka podtrawna (Nabis rugosus) – gatunek owada z rzędu pluskwiaków. Osobniki dorosłe osiągają długość 7 mm. Zażartka jest owadem drapieżnym, poluje głównie na larwy innych owadów. Występuje na terenie Europy i strefy umiarkowanej Azji.